# Циолковская (платформа)
Циолко́вская — остановочный пункт хордовой линии Мытищи — Фрязево Ярославского направления Московской железной дороги. Расположена в городском округе Щёлково / Щёлковском районе Московской области.
Названа в честь К. Э. Циолковского
Не оборудована турникетами.
Вблизи платформы расположен Звёздный городок.
Время движения от Ярославского вокзала — около 1 часа 10 минут, от станции Фрязево — около 35 минут.